# Arenopontia secunda
Arenopontia secunda är en kräftdjursart som först beskrevs av Krishnaswamy 1957.  Arenopontia secunda ingår i släktet Arenopontia och familjen Leptopontiidae. Inga underarter finns listade i Catalogue of Life.